# Biggleswade Ringwork
Biggleswade Ringwork är ett slott i Storbritannien.   Det ligger i kommunen Central Bedfordshire i riksdelen England, i den sydöstra delen av landet, 60 km norr om huvudstaden London. Biggleswade Ringwork ligger 26 meter över havet.
Terrängen runt Biggleswade Ringwork är platt. Runt Biggleswade Ringwork är det ganska tätbefolkat, med 248 invånare per kvadratkilometer. Närmaste större samhälle är Bedford, 14,2 km väster om Biggleswade Ringwork. Trakten runt Biggleswade Ringwork består till största delen av jordbruksmark.